# 山形県立南陽高等学校
山形県立南陽高等学校（やまがたけんりつ なんようこうとうがっこう、英: Yamagata Prefectural Nanyo High School）は、山形県南陽市宮内にある県立高等学校。

## 設置学科
- 普通科（2年次から下記の3コースに分かれる）
  - 文型文系コース
  - 文型情報活用コース
  - 理型コース

## 沿革
- 1991年（平成3年）4月 - 山形県立宮内高等学校と山形県立赤湯園芸高等学校が統合して山形県立南陽高等学校が開校。
- 2005年（平成17年）4月 - 情報経済科から情報会計科へ学科改編。
- 2010年（平成22年）4月 - 情報会計科の募集停止。
- 2012年（平成24年）3月 - 情報会計科閉科。

## 部活動
男子ソフトボール部は東北大会常連校で全国大会にも出場する名門であり、空手道部やライフル射撃部も全国大会に出場している。
- 運動部 - 硬式野球、バスケットボール（男・女）、バレーボール（女）、ソフトボール（男・女）、ソフトテニス（男）、サッカー、バドミントン（男・女）、弓道、空手道、ライフル射撃、陸上競技
- 文化部 - 美術（美術班）、家庭、吹奏楽、JRC・インターアクト、コンピュータ

## 校歌
作詞：大岡信、作曲：一柳慧

## 卒業後の進路
8割は進学となっている。その中でも4年制私大や各種専門学校への進学が多い。国公立大への進学は年20人前後で推移している。

## アクセス
- 山形鉄道フラワー長井線宮内駅 徒歩10分